# Rhamphorhynchus
Rhamphorhynchus is een geslacht van uitgestorven vliegende reptielen, een pterosauriër, behorend tot de groep van de Breviquartossa, dat tijdens het Laat-Jura in Europa leefde.
De eerste fossielen van Rhamphorhynchus werden in het begin van de negentiende eeuw ontdekt in Duitsland. In 1847 kreeg het dier zijn naam die 'snavelsnuit' betekent. Er zijn van Rhamphorhynchus meer volledige skeletten gevonden dan van enige andere pterosauriër. Omdat die van elkaar verschilden in grootte, zijn er wel eenentwintig soorten van het geslacht Rhamphorhynchus benoemd. Later bleek die variatie veroorzaakt te zijn door een verschil in leeftijd. Tegenwoordig denken de wetenschappers daarom dat er maar één echte soort is: Rhamphorhynchus muensteri. Rhamphorhynchus lijkt daarmee een monotypisch geslacht te zijn.
Doordat er zoveel fossielen gevonden zijn, is het skelet volledig bekend. De soort is zeer nauwkeurig bestudeerd. Rhamphorhynchus had een spitse kop met zeer lange vooruitstekende spitse tanden. Daarmee ving hij vis op zee. De fossielen zijn van zo'n hoge kwaliteit dat ze soms ook de afdrukken laten zien van de vlieghuid. Die had stijve ribbels waardoor hij op spanning kon worden gehouden en daartussen verbindende spiertjes om het vleugelprofiel aan te passen. Rhamphorhynchus had lange smalle vleugels, vergeleken met de korte nek en romp. Aan het uiteinde van de lange staart zat een ruitvormig vaantje dat als roer diende. De lange voeten hadden vliezen om mee te zwemmen.
Rhamphorhynchus bereikte in twee jaar zijn volwassen grootte met een vleugelspanwijdte van ongeveer een meter. Hij groeide dus niet heel snel en sommige geleerden denken daarom dat de soort niet echt warmbloedig was. Hij had in ieder geval wel een vacht en zeer goede longen zodat hij bij het vliegen een hoge stofwisseling en een groot uithoudingsvermogen had. Ook volwassen dieren bleven nog langzaam doorgroeien. Er zijn exemplaren gevonden met een spanwijdte van honderdtachtig centimeter.

## Naamgeving
In 1820 publiceerde Johann Baptist von Spix de vondst van een derde en vierde vingerkootje van de vleugelvinger van een pterosauriër. In 1937 werd begrepen dat deze vermoedelijk van Rhamphorhynchus afkomstig waren maar von Spix had ze per abuis toegewezen aan de vleermuis Pteropus vampyrus, de kalong, een huidige soort.

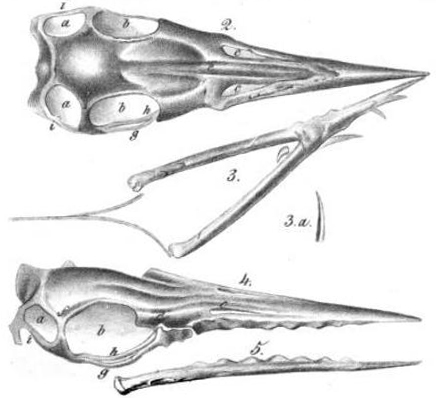
Het holotype van Ornithocephalus muensteri

Het eerste fossiel van Rhamphorhynchus dat een rol zou spelen in de naamgeving van het geslacht werd in 1825 gemeld door de verzamelaar Georg Graf zu Münster, toen die Samuel Thomas von Soemmerring naar diens mening vroeg over een fossiel, bestaande uit schedel en onderkaken op een steenplaat uit de Solnhofener kalksteen, daterend uit het vroege Tithonien, ongeveer 150 miljoen jaar geleden. Von Soemmerring meende dat het de zeer zeldzame resten van een versteende vogel betrof, een Ornitholith ('vogelsteen'), verwant aan de meeuwen. Toen verdere preparatie tanden aan het licht bracht, ontstond over deze identificatie twijfel bij Georg Graf zu Münster en in 1830 zond hij een afgietsel van de vondst naar professor Georg August Goldfuss. Die herkende het als het fossiel van een pterosauriër. Hij had daarbij het voordeel het nu te kunnen vergelijken met het fossiel van de pas ontdekte Scaphognathus. In 1831 benoemde Goldfuss het als Ornithocephalus Münsteri, een nieuwe soort van het geslacht Ornithocephalus. Ornithocephalus was een naam die door von Soemmerring gegeven was aan het oorspronkelijke exemplaar van Pterodactylus antiquus en die pas later begrepen zou worden als een jonger synoniem en dus een ongeldige naam. In het Grieks betekent deze 'vogelkop' en zou in dit geval dus wel mooi aangesloten hebben bij de vondstgeschiedenis. De soortaanduiding münsteri, toen nog met een hoofdletter gespeld, eert vanzelfsprekend Georg Graf zu Münster. Deze meldde al in 1830 fossiel en naam trots in zijn documentatie, maar meestal wordt als jaar van naamgeving 1831 beschouwd toen Goldfuss zelf in een boek over fossiele reptielen nog een beschrijving gaf, omdat de documenten van Georg Graf zu Münster pas later gepubliceerd zouden worden — hoewel zoiets lang niet altijd als beslissend wordt gezien.
In 1839 benoemde Georg Graf zu Münster een tweede fossiel als een nieuwe soort: Ornithocephalus longicaudus. De soortaanduiding betekent 'langstaart' in het Latijn, een verwijzing naar een opvallend verschil met de fossielen van Pterodactylus antiquus die juist een erg korte staart heeft. Dit specimen, holotype TM 6924, zou later aan het Teylers Museum in Haarlem verkocht worden. 

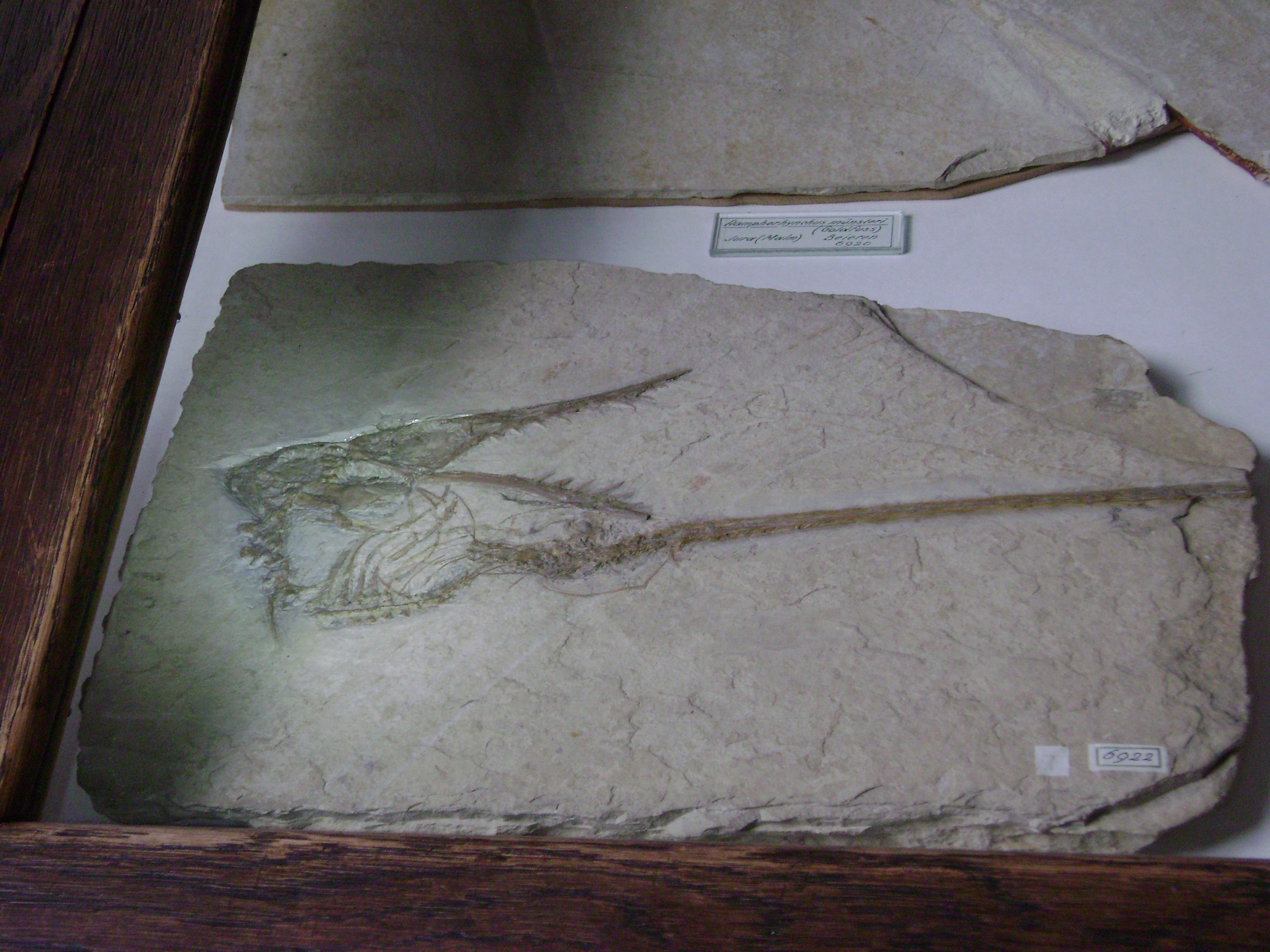
TM 6922, Rhamphorhynchus gemmingi

In 1845 hernoemde Christian Erich Hermann von Meyer Ornithocephalus münsteri tot Pterodactylus münsteri, aangezien hij de twee geslachten identiek achtte en die laatste en eerdere naam dan prioriteit heeft. Von Meyer ging er in 1846 toe over een ondergeslacht te benoemen: Pterodactylus (Rhamphorhynchus), afgeleid van het Klassiek Griekse rhamphos, 'bek' of 'snavel' en rhynchos, 'snuit', een verwijzing naar de karakteristieke kop van de vorm, die veel meer dan Pterodactylus een vogelachtige bek leek te hebben. Echter, deze naam was niet voor P. münsteri bedoeld maar voor alweer een derde soort: Pterodactylus (Rhamphorhynchus) Gemmingi. De soortaanduiding eert kapitein en fossielenverzamelaar Carl Eming von Gemming die in 1845 de vondst publiceerde van een fraai fossiel, dat hij later voor driehonderd gulden aan het Teylers Museum zou verkopen. In 1847 verhief von Meyer het taxon tot de rang van vol geslacht: Rhamphorhynchus. Dat omvatte toen alleen R. longicaudus en R. gemmingi; von Meyer zag toch vooral de lange staart als beslissend en het oorspronkelijke specimen miste de staart. Pas in 1861 zou Richard Owen P. münsteri hernoemen naar Rhamphorhynchus münsteri. Deze soort werd hierdoor nog niet de typesoort van het geslacht ondanks dat zij als soort eerder benoemd is; deze bleef R. longicaudus of strikt gesproken Ornithocephalus longicaudus. In 1888 emendeerde Richard Lydekker münsteri naar muensteri omdat het Latijn geen umlaut kent. Het holotype van de soort, het fossiel van Georg Graf zu Münster, is tijdens de Tweede Wereldoorlog verloren gegaan. Peter Wellnhofer heeft in 1975 afgezien van de aanwijzing van een neotype, vervangend specimen, omdat er goede afgietsels zijn van het holotype, onder andere BSP 1964.XXIV.121 en BMNH R.231. Zulke driedimensionale kopieën die van voldoende kwaliteit zijn dat van andere specimina ermee getoetst kan worden of die tot hetzelfde taxon behoren, heten plastotypen.

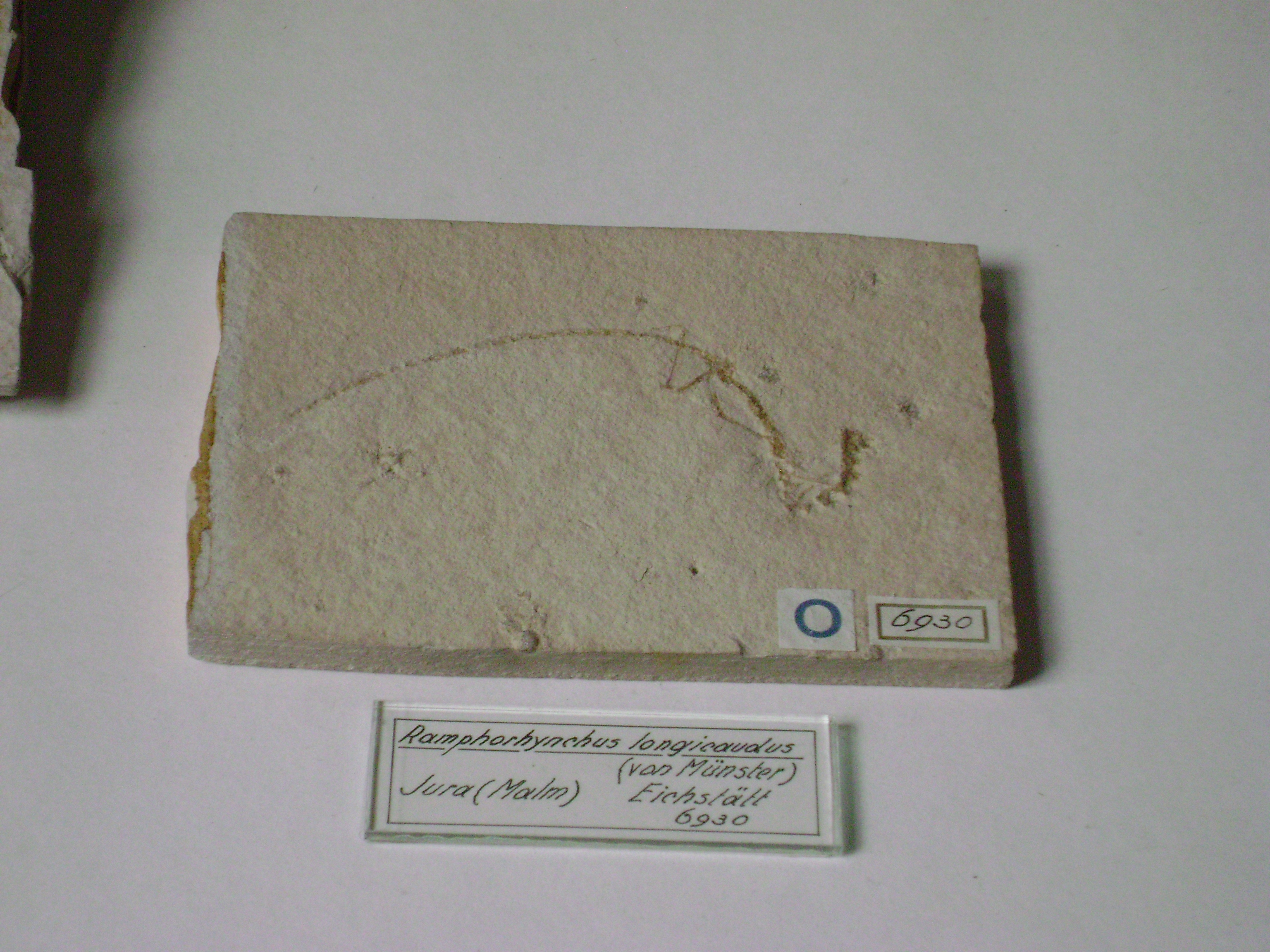
Een tweede specimen van R. longicaudus, TM 6930

Het geslacht Rhamphorhynchus werd eerst niet aanvaard door Johann Andreas Wagner die een tijd Ornithocephalus bleef gebruiken, wat in 1851 een O. gemmingi, een O. grandis en een O. secundarius opleverde. De laatste twee namen waren gebaseerd op oudere vondsten van slechte kwaliteit, die respectievelijk in 1824 door Georges Cuvier en in 1843 door von Meyer als soorten van Pterodactylus waren beschreven. De naam van Cuvier wordt door de onmogelijkheid het fossiel goed te identificeren gemeenlijk als een nomen dubium beschouwd.
In de loop der tijd werden in Duitsland van Rhamphorhynchus vele fossielen gevonden, die sterk van elkaar verschilden in grootte, houding, compleetheid en kwaliteit. Het gevolg was dat veel vondsten als aparte taxa werden benoemd, soms als soorten maar ook als nieuwe geslachten. De soorten betroffen: R. suevicus, R. hirundinaceus, R. curtimanus, R. longimanus, R. meyeri, R. phyllurus, R. megadactylus, R. carnegiei, R. longiceps, R. kokeni en R. intermedius.
De geslachten waren: Ornithopterus, een naam in 1860 door von Meyer zelf aan een slecht exemplaar gegeven; en Pteromonodactylus, een door W.A. Teriaew in 1967 gegeven naam. Eigenaardig is het geval van Odontorhynchus aculeatus, in 1936 door Ernst Stolley aan een nu verloren gegaan fossiel gegeven; de naam was al in 1864 bezet door een winterkoning maar een vervangingsnaam is overbodig omdat het vermoedelijk een jonger synoniem is van Rhamphorhynchus. In 1956 werd nog eens exact dezelfde soortnaam gegeven aan een platworm!
Daarnaast werd soms materiaal aan Rhamphorhynchus toegewezen waarvan we nu weten dat het niets met dat geslacht van doen heeft. Dat resulteerde in een R. banthensis (in feite Dorygnathus), R. goldfussi (vermoedelijk Dorygnathus), R. ensirostris (eveneens Dorygnathus en daarbij een nomen oblitum), R. macronyx (idem) en een R. crassirostris (in feite Scaphognathus).
Ook fossiel materiaal van buiten Duitsland werd soms bij Rhamphorhynchus ondergebracht. Dat betreft om te beginnen de drie soorten die tegenwoordig Rhamphocephalus vormen. Verder is op basis van zeven wervels en wat elementen van het bekken en de achterpoten R. jessoni uit de Oxford Clay van Huntingdonshire benoemd en op basis van losse botten uit Tanzania R. tendagurensis. De laatste twee soorten worden tegenwoordig gezien als nomina dubia; het materiaal is op zich niet te onderscheiden van het Duitse maar te incompleet dat het toch niet om heel andere vormen zou kunnen gaan. Tanden en een vierde vleugelvingerkootje uit Portugal, gevonden bij Guimarota, zijn in 1973 beschreven als een verder niet te determineren Rhamphorhynchus sp.[ecies].
Door de overmaat aan soorten en de slechte onderbouwing ervan ontstond er behoefte om het kaf van het koren te scheiden en hun aantal terug te brengen tot die vormen die echt verschillend waren. Koh Ting-Pong meende in 1937 dat van de veertien Solnhofener soorten er maar twee valide waren: R. muensteri en R. gemmingi. Wellnhofer verwierp echter in 1975 zo'n radicale oplossing en erkende naast R. muensteri ook R. longicaudus, R. gemmingi, R. longiceps en R. intermedius. Deze onderscheidden zich vooral in hun grootte. Een studie van Christopher Bennett uit 1995 concludeerde dat dit alle slechts groeistadia waren van één enkele soort: Rhamphorhynchus muensteri. Bennett verwierp de mogelijkheid dat het gedeeltelijk om een evolutionaire reeks zou gaan, waarbij R. longicaudus de voorouder zou zijn van R. intermedius, omdat de stratificatie niet goed was vast te stellen en de gegevens elkaar tegenspraken. Hoewel de enige soort is R. muensteri ook daarmee niet de typesoort van het geslacht; dit blijft Ornithocephalus longicaudus ondanks dat het een jonger synoniem is gebleken te zijn.
In 2015 werden losse vleugelbotten uit de Kimmeridge Clay van Engeland, specimen IVPP V20796, benoemd als de soort Rhamphorhynchus etchesi. De soortaanduiding eert de verzamelaar Steve Etches. De soort onderscheidt zich door een nog iets langer eerste dan tweede kootje van de vierde vinger.

### Lijst van benoemde soorten

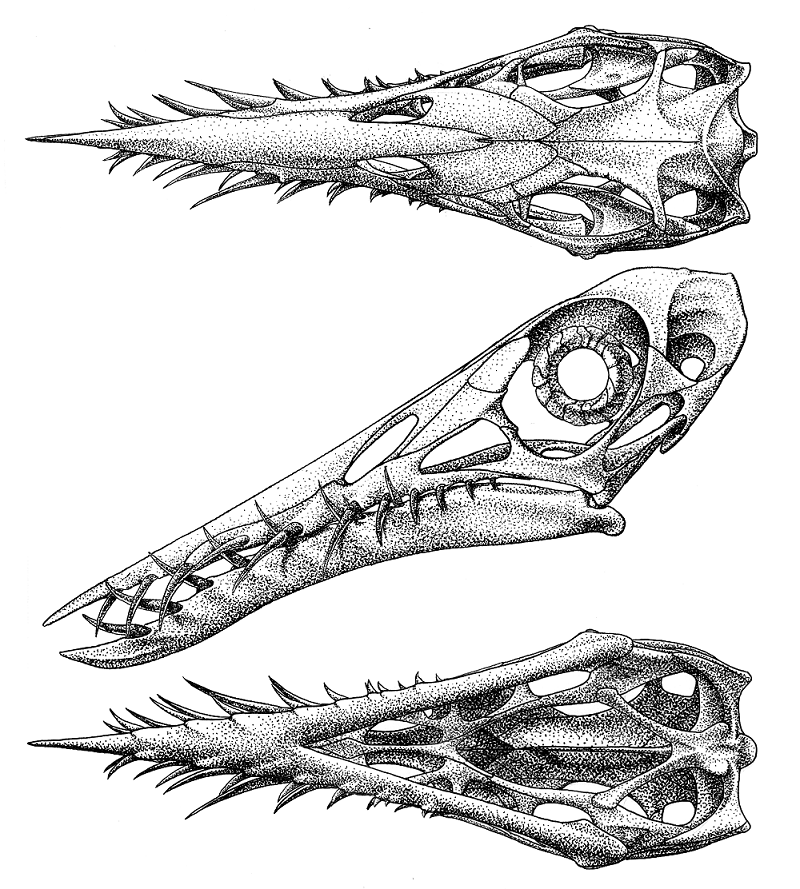
Een diagram van de schedel van Rhamphorhynchus muensteri

Het resultaat van het naamgevingsproces kan weergegeven worden in een lijst. 
Objectieve synoniemen (namen die op hetzelfde type gebaseerd zijn):
- Ornithocephalus muensteri Goldfuss, 1831 emend. Lydekker, 1888
- Pterodactylus muensteri Goldfuss, 1831 emend. Lydekker, 1888
- Pterodactylus (Rhamphorhynchus) muensteri (Goldfuss, 1831)

Namen die tegenwoordig als jongere synoniemen van Rhamphorhynchus muensteri worden beschouwd zijn:
- R. longicaudus (Münster, 1839) von Meyer, 1846
  - Pterodactylus longicaudus Münster, 1839
  - Odontorhynchus longicaudus (Münster, 1839) Olshevsky, 1978
  - Ornithocephalus longicaudus (Münster, 1839) Wagner, 1851
  - Rhamphorhynchus (Odontorhynchus) longicaudus (Münster, 1839) Stolley, 1936
- R. gemmingi (von Meyer, 1846) von Meyer, 1855
  - Pterodactylus gemmingi von Meyer, 1846
  - Pterodactylus (Rhamphorhynchus) gemmingi von Meyer, 1846
  - Ornithocephalus gemmingi (von Meyer, 1846) Wagner, 1851
  - Rhamphorhynchus (Pterodactylus) gemmingi (von Meyer, 1846) von Meyer, 1855
  - Pterodactylus lavateri von Meyer, 1838
  - Ornithopterus lavateri (von Meyer, 1838) von Meyer, 1860
  - Pterodactylus (Ornithopterus) lavateri (von Meyer, 1838) Owen, 1851
- R. suevicus O. Fraas, 1855
- Pterodactylus hirundinaceus Wagner, 1857
- Pterodactylus (Rhamphorhynchus) hirundinaceus Wagner, 1857
- R. hirundinaceus (Wagner, 1857) Wagner, 1858
- R. curtimanus Wagner, 1858
- R. longimanus Wagner, 1858
- R. meyeri Owen, 1870
- R. phyllurus Marsh, 1882
- Pteromonodactylus phyllurus (Marsh, 1882) Teryaev, 1967
- R. longiceps Woodward, 1902
  - Ornithocephalus giganteus Oken, 1819
  - Pterodactylus giganteus (Oken, 1819)
  - Pterodactylus grandis Cuvier, 1824
  - Ornithocephalus grandis (Cuvier, 1824) Wagner, 1851
  - R. grandis (Cuvier, 1824) Lydekker, 1888
  - Pterodactylus secundarius von Meyer, 1843
  - Ornithocephalus secundarius (von Meyer, 1843) Wagner, 1851
  - R. kokeni F. Plieninger, 1907
- R. megadactylus von Koenigswald, 1931
- R. carnegiei Koh, 1937
- R. intermedius Koh, 1937
- R. intermedius var. brevialata Koh, 1937
- R. etchesi Martill & O'Sullivan, 2015

Verder zijn er nog namen waarvan niemand weet om wat voor vormen het precies gaat, dus nomina dubia:
- R. jessoni (Lydekker, 1890)
- R. tendagurensis (Peck, 1931)

## Beschrijving

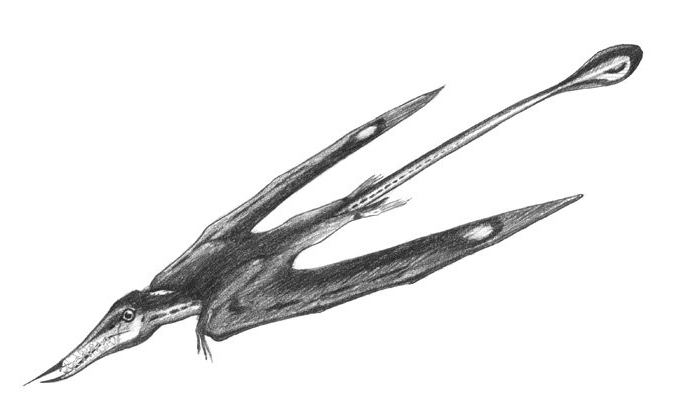
Rhamphorhynchus in duikvlucht, door John Conway

Van Rhamphorhynchus is een honderdtal goede exemplaren gevonden, voor een groot deel bestaand uit bijna volledige skeletten. Het totaal werd in 2025 geschat op 125. Daarmee is de soort een van de meest bekende pterosauriërs. De vindplaatsen bij Solnhofen vormen een Lagerstätte, een laag met uitzonderlijk goede conserveringsomstandigheden, i.c. vermoedelijk gevormd door een zeer zoute maar rustige lagune. Dit heeft in dit geval niet alleen de botten van het dier bewaard, maar vaak ook afdrukken van de weke delen, zoals de verschillende membranen. We kunnen ons hiermee een uitzonderlijk betrouwbaar beeld vormen van de soort.
Rhamphorhynchus is geen lid van de, meer afgeleide, Pterodactyloidea en verschilt in algemene proporties sterk van die groep: hij heeft een lange staart, een korte nek en korte middenhandsbeenderen.
In 1995 stelde Bennett enkele onderscheidende kenmerken vast waarvan sommige ook naar huidige inzichten geldig zijn. De bovenkaak draagt tien tanden en de onderkaak zeven. De voorste tanden zijn lang en steken naar voren en zijwaarts uit; de achterste tanden zijn korter en staan meer verticaal. De vierde premaxillaire tand is het langst en staat meer zijwaarts geplaatst. Het bovenste slaapvenster is rond. Het onderste slaapvenster is smal en kleiner dan het bovenste. Het dijbeen is korter dan het opperarmbeen.

### Schedel

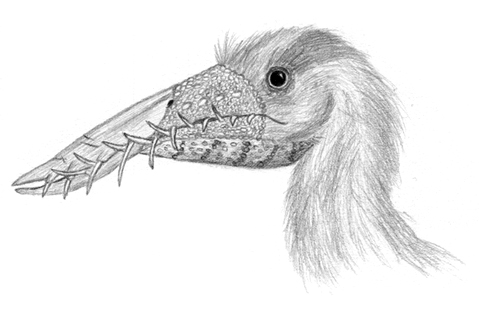
De kop van Rhamphorhynchus, hier uitgerust met een hypothetische keelzak

De schedel van Rhamphorhynchus is langwerpig en loopt naar voren spits toe. De oogkas is groot en rond. Daarachter bevinden zich tamelijke grote slaapvensters. De onderste is spleetvormig, de bovenste meer rond. De fenestra antorbitalis, de schedelopening vóór de oogkas, is veel kleiner dan deze orbita maar groter dan de neusopening. De bovenkant van de kop is vrij vlak met een lichte uitholling. Er zijn geen schedelkammen aanwezig. Het kaakgewricht ligt erg laag. Het grootste exemplaar heeft een schedellengte van 192 millimeter.
Onderzoek van het door een zuurbad vrijgelegde juveniele specimen MGUH 1891.738 toonde aan dat de achterkant van de schedel sterk gepneumatiseerd was, doortrokken van luchtholten.
De punten van de kaken zijn tandeloos en waren bij leven verlengd door een hoornbek; sommige fossielen laten daarvan de afdrukken zien. De punten van de bovenkaken buigen licht naar boven toe. De onderkaken buigen achteraan naar boven en gaan dan met een bocht middenin weer naar onderen, maar vooraan, waar ze samengegroeid zijn tot een symfyse, krommen ze plots sterk naar boven, zodat de tandeloze punt parallel gaat lopen met die van de bovenkaken, hoewel de laatste altijd iets langer zijn. De kaaklijn van de bovenkaken volgt die van de onderkaken en buigt dus achteraan eerst naar boven, dan naar beneden en uiteindelijk naar boven.
De tanden zijn zeer lang, langwerpig en kegelvormig. Er staan tien tanden in de bovenkaak, waarvan vier in de voorste praemaxilla en zes in de maxilla. De vier voorste steken sterk naar voren; de vierde tand is het langst, meer zijwaarts en hogergeplaatst in de kaak en ligt bijna horizontaal. De zes achterste tanden zijn korter en staan meer verticaal. Er staan zeven tanden in de onderkaak voor een totaal van vierendertig. Ook de tanden in de onderkaken staan schuin naar voren maar minder sterk dan in de bovenkaken. Het tweede of derde paar van voren is het langst; naar achteren nemen ze in lengte af. De voorste tanden zijn zo lang dat ze bij sluiting van de kaken een stuk buiten de kop uitsteken. Ze grijpen dan in elkaar; samen zijn ze in staat relatief grote en glibberige prooien vast te houden.

### Postcrania

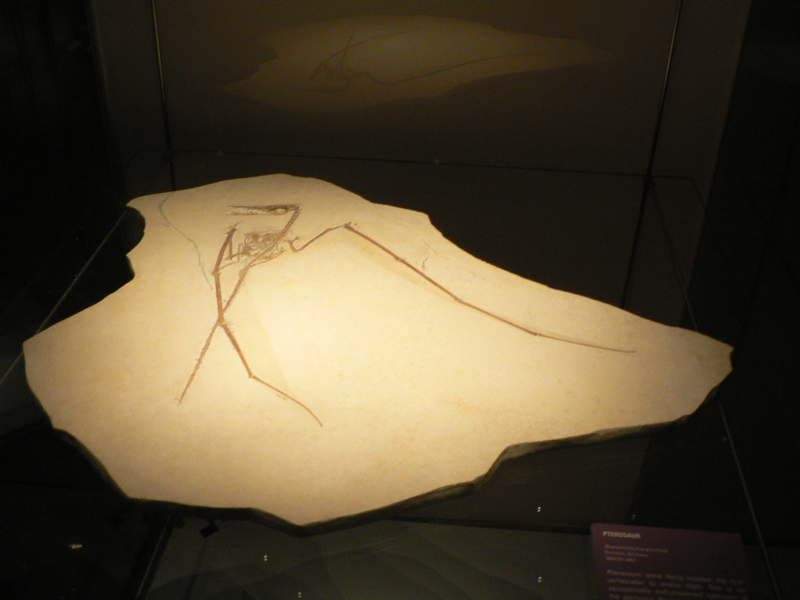
Meestal is het dier gefossiliseerd met een of meer ingeklapte vleugels

De delen achter de schedel, de postcrania, zijn minder kenmerkend en niet heel afwijkend van het normale model bij basale pterosauriërs. De negen halswervels zijn de grootste; ze hebben afgeronde doornuitsteeksels. Er zijn vijftien ruggenwervels met lagere afgeplatte doornuitsteeksels. De halswervels en voorste ruggenwervels zijn gepneumatiseerd; hun holle binnenkanten waren via openingen, pneumatische foramina, verbonden met luchtzakken. Er zijn vier sacrale wervels. De staart is erg lang met veertig wervels. De middelste staartwervels dragen extreem verlengde werveluitsteeksels, vooraan de praezygapofysen en naar achter toe de nog langere haemapofysen die ieder tot zes wervels omvatten zodat de staart daar omhuld wordt door een bos beendraden die de zijdelingse beweging sterk belemmeren. Het zo verstijfde orgaan kan hierdoor als richtingsroer dienen, gestuurd vanuit de flexibele staartbasis.

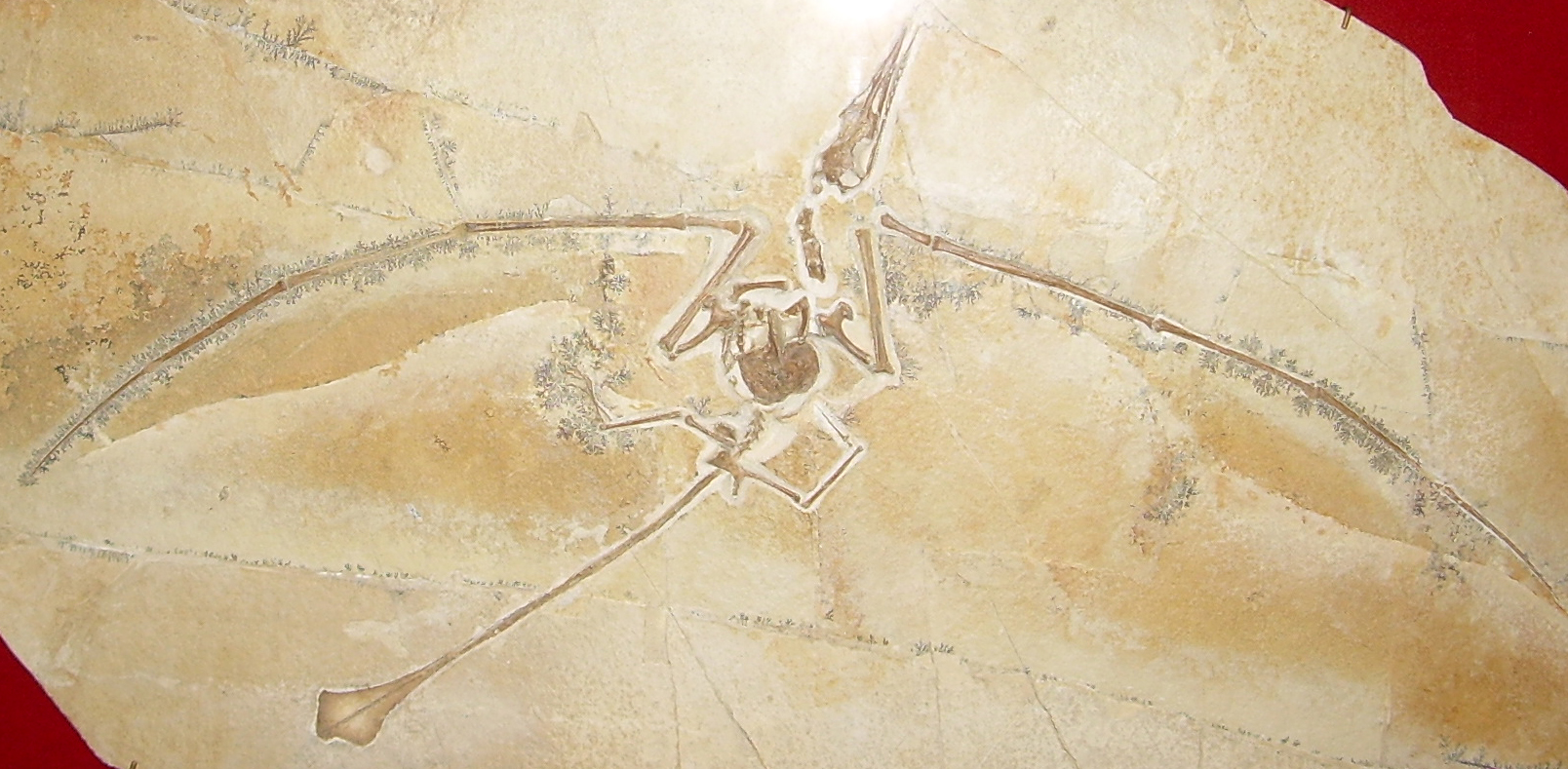
Een afgietsel van een exemplaar getoond in vlieghouding; de preparateur van het origineel had de rechtervleugel onder het lichaam verwijderd en in de correcte positie geplaatst

Acht paar ribben verbinden de ruggengraat met een gepneumatiseerd sternum. Dit borstbeen is vrij klein met een waaiervorm die bij jongere exemplaren driehoekig is, bij oudere meer vierkant wordt. Vooraan loopt het borstbeen uit in een tamelijk grote punt, de cristospina, die als aanhechtingsvlak dient voor de vliegspieren. Op de basis van de cristospina zijn achter elkaar de hoge ravenbeksbeenderen bevestigd die samen met vlak liggende schouderbladen de schoudergewrichten vormen. Het opperarmbeen is kort en gekromd met dicht bij de kop een zeer sterk uitstekende bijlvormige deltopectorale kam. De onderarm kan in uiterste strekking een hoek van 155° maken met de bovenarm. De korte middenhandsbeenderen hebben alle ongeveer dezelfde lengte maar het vierde, dat de vleugelvinger draagt, is veel breder. De vleugel kon een hoek met het vierde middenhandsbeen maken van 165°. De eerste drie vingers zijn zwak gevormd maar de handklauwen zijn relatief lang en scherp. De formule van de vingerkootjes is, inclusief klauwen, 2-3-4-4-x. Vanuit de pols loopt een os pteroideum naar de hals, als ondersteuning voor een propatagium, een vlies tussen de nek en de voorste vleugelrand. Dit pteroïde is kort, recht en staafvormig; anders dan bij veel pterosauriërs verbreedt het iets naar het uiteinde toe. In de vleugel is het eerste vingerkootje van de vleugelvinger het langste bot. De vingerkootjes lopen in lengte af en zijn rank gebouwd; vooral het vierde is erg dun. Bij sommige, vooral zeer jonge, exemplaren is het vierde kootje langer dan het derde. De vleugelspanwijdte van het grootste bekende exemplaar, BMNH 37002, is geschat op ongeveer honderdtweeëntachtig centimeter. Dit had een totale lengte van honderdzesentwintig centimeter inclusief staart; de romplengte was slechts een achttien centimeter. Zelfs zo'n groot dier woog nog geen kilo.

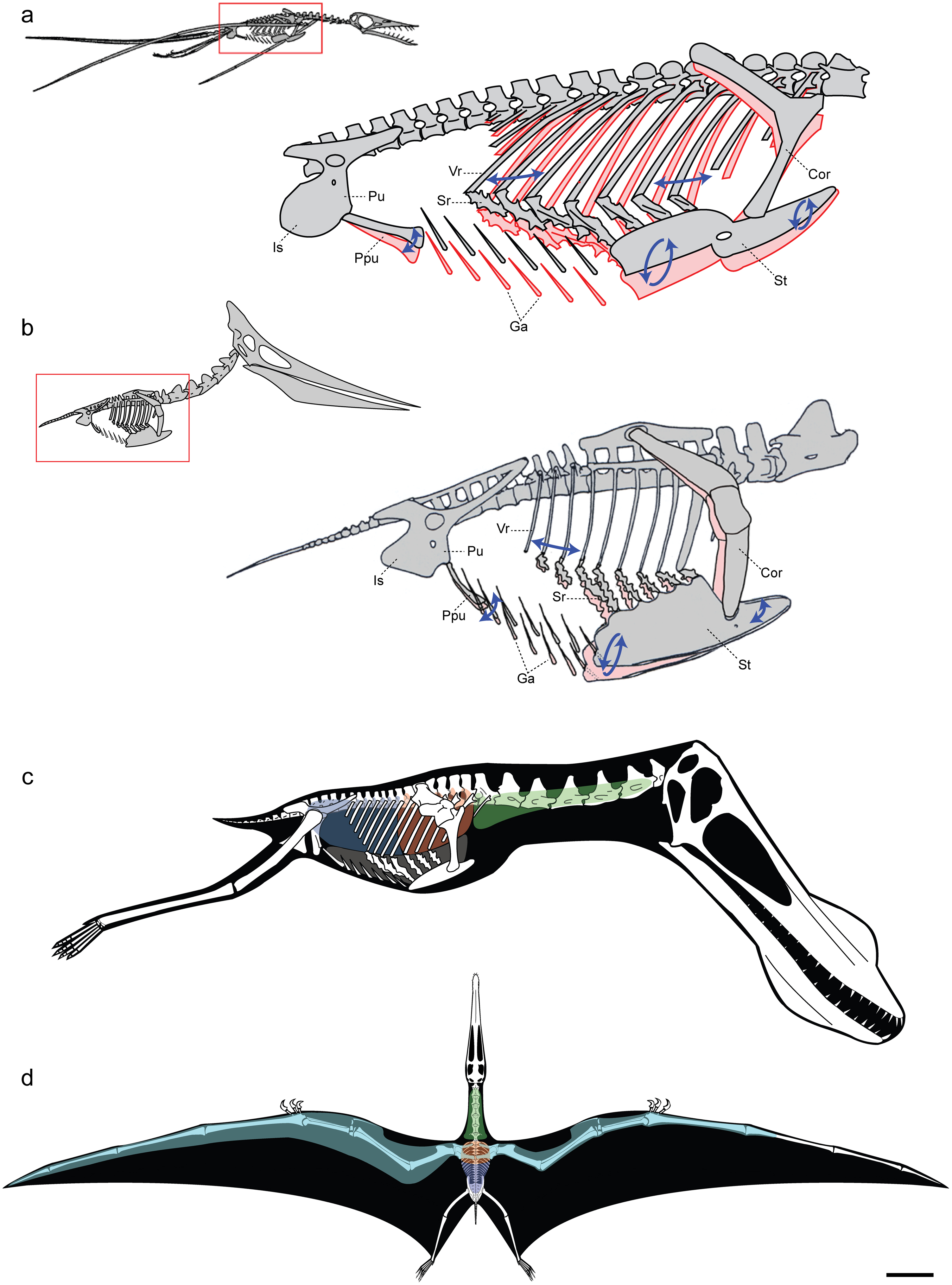
De ademhaling bij Rhamphorhynchus (boven) vergeleken met die van Pteranodon en Anhanguera (onder)

Bij het bekken is in de ischiopubis het pubisgedeelte vrij klein, het ischiumgedeelte groot en rond. De prepubes, de twee beenderen voor het bekken, die de buikholte ondersteunen, zijn slank; Wellnhofer vergeleek de vorm ervan met die van een haarklem. Bennett merkte op dat Duitstaligen precies leken te begrijpen wat hiermee bedoeld werd maar dat hij zelf in het duister tastte. Bedoeld werd een brede klem van het ouderwetse type met bladen die elkaar op hun platte uiteinden raakten. De buik wordt ook ondersteund door zes buikribben. Deze ossa gastralia zijn geen deel van het eigenlijke skelet maar huidverbeningen. Ze bestaan uit drie delen: in het midden een os mediogastrale en links en rechts twee ossa laterogastralia. De prepubes en buikribben waren beweeglijk en dreven samen de achterste luchtzakken aan en daarmee de ademhaling.
De achterpoten zijn relatief kort. Het dijbeen is korter dan het opperarmbeen. De hals van de dijbeenkop maakt een hoek van 155° met de schacht. Volgens Wellnhofer is dat niet genoeg om het dijbeen sterk onder het lichaam te plaatsten en is er een minimale spreidstand van vijfenveertig graden. Het scheenbeen is langer en over driekwart van de lengte vergroeid met een dun kuitbeen. Sprongbeen en hielbeen zijn bij oudere exemplaren vergroeid tot een os tarsale. De voeten zijn zwak gebouwd, vrij lang en smal, vooral door de middenvoetsbeenderen. De formule van de teenkootjes is 2-3-4-5-2. De vijfde teen draagt geen klauw en is verlengd als drager van een membraan tussen de achterpoten, het cruropatagium; het kromme tweede teenkootje ervan is korter dan het eerste.

### Weke delen

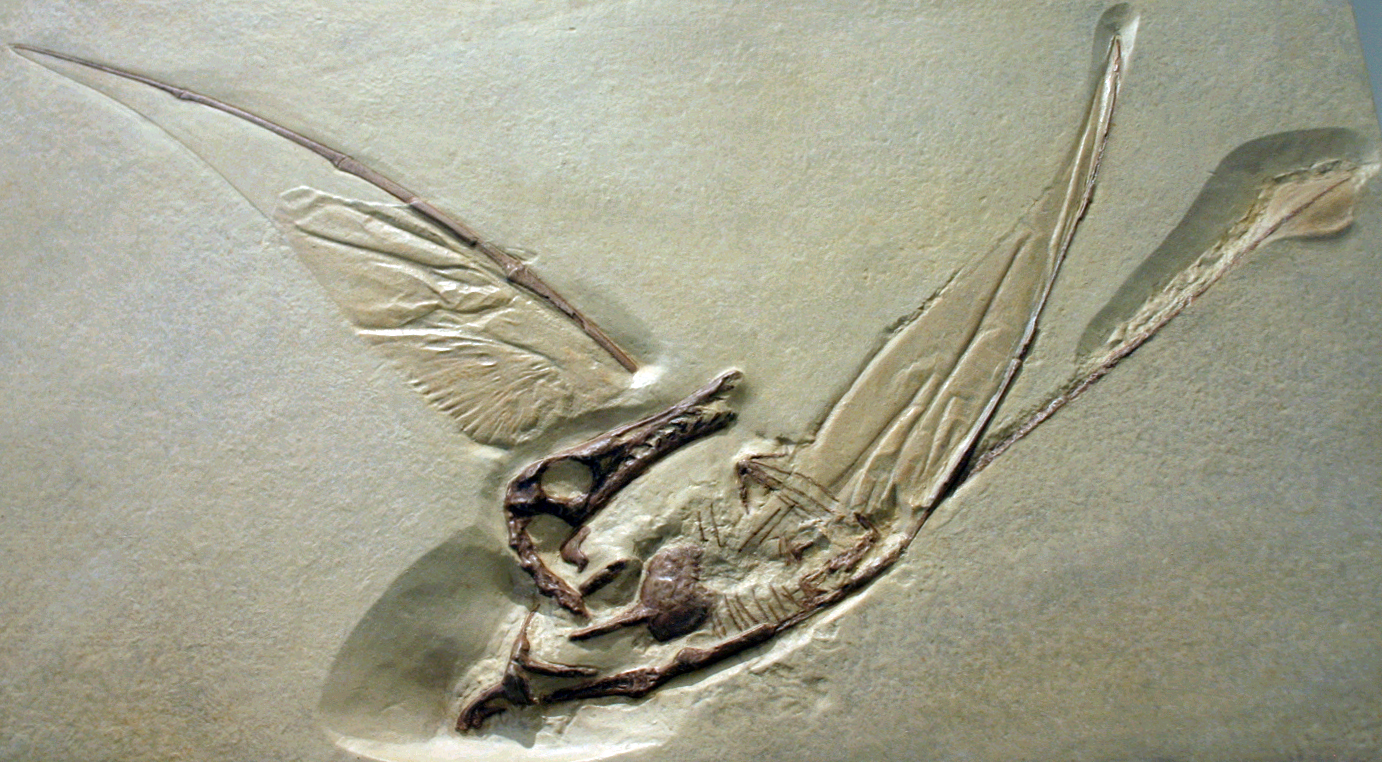
Een replica van het fossiel van Marsh; het origineel bestaat uit twee blokken

Uitzonderlijk is dat sommige fossielen van Rhamphorhynchus ook afdrukken en mineraliseringen bevatten van de weke delen. Omzettingsresten zoals bekend van Chinese fossielen uit de Jehol-groep ontbreken echter. Er zijn daardoor geen haren of al te veel organen bewaard gebleven; de afdrukken beperken zich grotendeels tot de verschillende vliezen. Deze zijn echter bij een vliegend dier als een pterosauriër wel van eminent belang. Dergelijke specimina hebben daarom altijd veel aandacht gekregen, zeker in de negentiende eeuw, toen zulke afdrukken verder niet bekend waren. Een exemplaar aangekocht door Karl Alfred von Zittel heet nog steeds de Zittelflügel en is een van de belangrijkste informatiebronnen over de structuur van de vlieghuid van pterosauriërs. Een ander fraai fossiel is dat welke door de Amerikaanse professor Othniel Charles Marsh aangekocht werd en dat hij benoemde tot R. phyllurus. Von Zittel en Marsh zouden vrijwel gelijktijdig over hun respectievelijke fossielen afwijkende interpretaties publiceren. Een later opgedoken exemplaar is de zogenaamde Dunkelflügel met zwart gekleurde membraanafdrukken die driedimensionaal bewaard zijn gebleven.

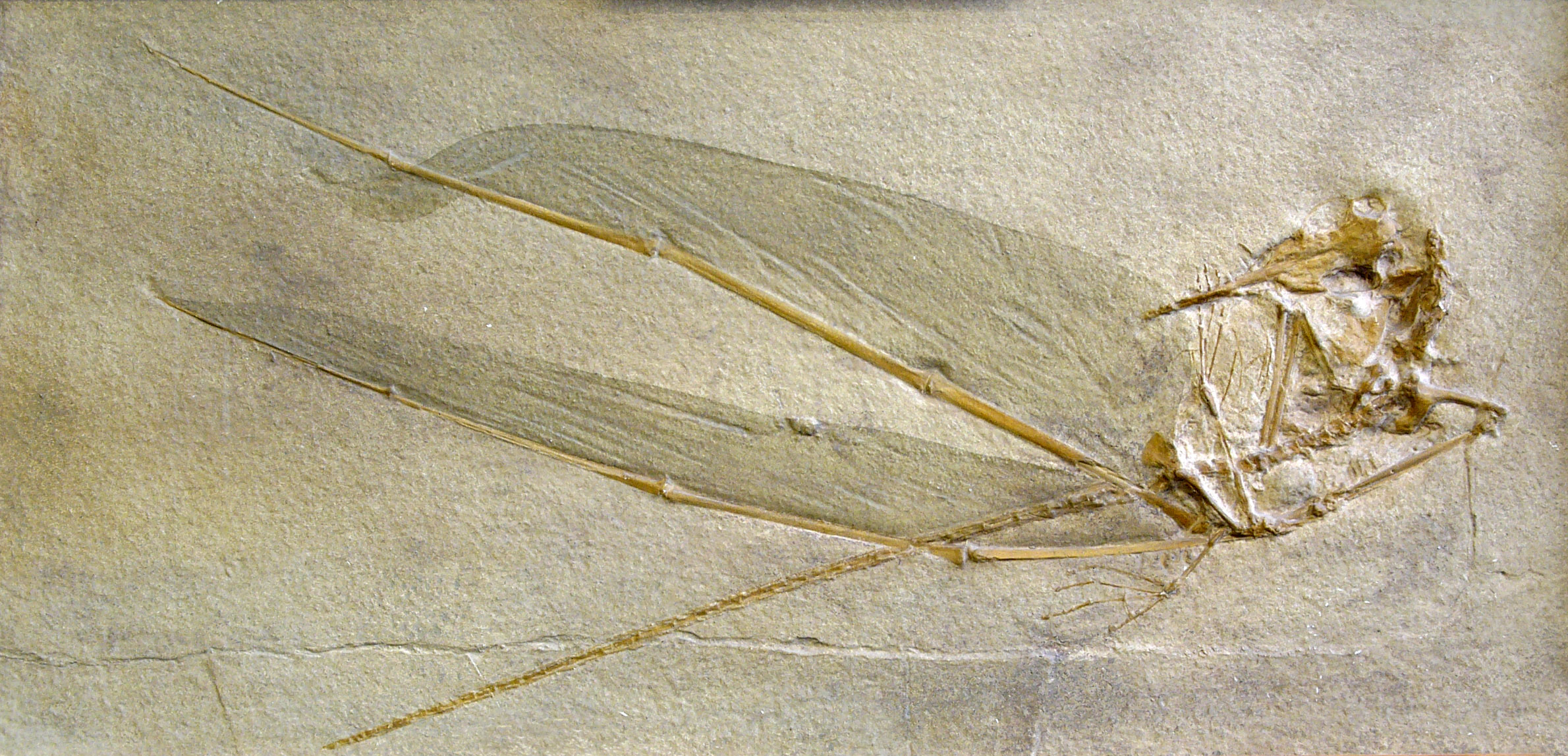
Bij dit exemplaar heeft de vlieghuid losgelaten

De afdrukken van de vleugelhuid, het brachiopatagium of cheiropatagium genaamd, tonen daarvan allereerst de algemene vorm. Die blijkt vrij smal geweest te zijn. Tot aan een punt achter de elleboog verwijdert de achterrand van de huid zich niet ver van het vleugelbot. Helaas toont geen enkel fossiel tot hoever de vlieghuid precies doorliep. Volgens sommigen zat hij met een bochtje toch aan de enkels vast; anderen menen dat hij bij de heup of knie ophield; op dat laatste wijzen de beste afdrukken. Het brachiopatagium toont ook een structuur, die al in de negentiende eeuw door microscopische studies gedocumenteerd werd. Lange tijd werd door de meeste paleontologen aangenomen dat het hier in wezen slechts om wat vouwen of kreuken zou gaan in een anderszins elastische huid als bij de vleermuizen. In de late twintigste eeuw heeft echter hernieuwd onderzoek aangetoond dat een belangrijk deel van de interne opbouw van het membraan gemineraliseerd bewaard is gebleven. Verschillende lagen zijn zichtbaar waaronder een dieper gelegen laag van voor naar achteren lopende 0,05 millimeter dikke vezels, actinofibrielen, die met een onderlinge afstand van 0,2 millimeter de vleugel de noodzakelijke stijfheid gaven, waardoor deze in allerlei houdingen en luchtstromen krachten aan het vleugelbot kon blijven overdragen. De spanning werd gecontroleerd door een tweede onderliggende kruisende laag van spiertjes, zodat het vleugelprofiel door het centrale zenuwstelsel instelbaar was. Daaronder zat weer een laag met bloedvaten. De actinofibrielen werden met de vleugelvinger verbonden via een aan de achterkant daarvan liggende wig van flexibel weefsel, doorlopend tot minstens het derde kootje en gepneumatiseerd. Die had een driehoekige doorsnede wat het begin van de vleugel het gewenste bolle profiel gaf. Een studie uit 2016 naar de Zittelflügel kwam tot een wat afwijkende conclusie. De oppervlakte van de vlieghuid was glad met fijne rimpels. De actinofibrielen waren plat en bevonden zich in de epidermis. De vlieghuid was stijf en niet rekbaar. Zij kon alleen opgevouwen worden lang genetisch bepaalde vouwlijnen.

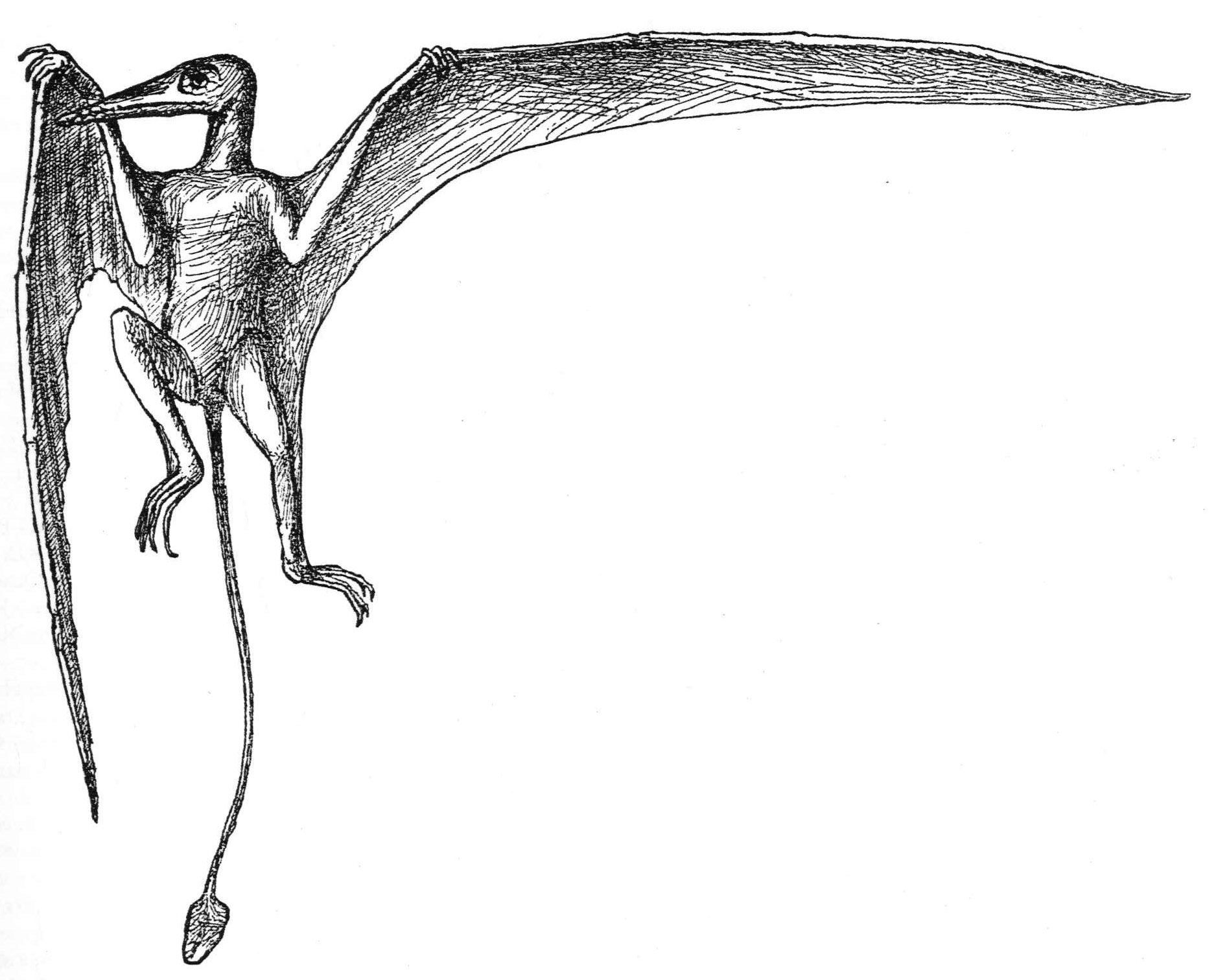
Von Zittel dacht dat het cheiropatagium aan de enkels vastzat

Of er zich werkelijk ook een vlieghuid tussen beide achterpoten bevond, hebben de vondsten tot nu toe niet duidelijk laten zien. Wel zijn er membranen zichtbaar tussen de tenen. Hiermee hadden de voeten als roer kunnen dienen bij het vliegen. Volgens Rupert Wild echter werden ze allereerst gebruikt als zwemvliezen en was de functie van de afwijkende vijfde teen het verlengen van zo'n vlies. Daartegen spreekt weer dat ook de teenvliezen van actinofibrielen zijn voorzien. Op de tenen, de hiel en het onderste vijfde deel van het scheenbeen zijn afdrukken van kleine schubben gevonden.
Achteraan de staart bevond zich ook een membraan, een vaantje dat ook een sturende functie had. Lange tijd is het betwist gebleven of dit horizontaal of verticaal gericht was; tegenwoordig denken we verticaal, omdat het asymmetrisch is. Tijdens de groei verandert deze staartvin nogal van vorm: eerst is hij speervormig, dan verandert hij in een ruit en ten slotte groeit hij uit tot een driehoek.
Hoewel de haren, of de afdruk ervan, meestal op zich niet bewaard zijn gebleven, toonde microscopisch onderzoek wel al vroeg de aanwezigheid van haarzakjes aan. Karl Wanderer meldde dat al in 1908; in 1927 werd het bevestigd door Ferdinand Broili. In het begin van de 21e eeuw werd dit bevestigd door onderzoek van Helmut Tischlinger die door middel van ultravioletfotografie de omzettingsresten van haren op sommige plekken direct kon vaststellen; zo hadden de kuiten haren tot vier millimeter lang. Rhamphorhynchus was dus bedekt met een vacht, een sterke aanwijzing dat de soort warmbloedig was. Welke kleur die vacht had, is onbekend. In de negentiende eeuw nam men meestal een bruine kleur aan, zoals bij de vleermuizen. Als visvangende soort kan het dier ook de kleuren hebben gehad van de huidige zeevogels, die een typische tegenschaduwing vertonen: donker van boven en licht van onder. Aangezien Rhamphorhynchus voor zover bekend geen kammen had — ook als mogelijke zachte huidflappen zijn daarvan geen afdrukken aangetroffen — is er geen duidelijke plaats voor felle signaalkleuren voorhanden. Illustratoren geven daarom vaak de snavel een opvallend kleurtje. Een afwijkende kleur kunnen ook de voetschubben gehad hebben.

## Groeistadia

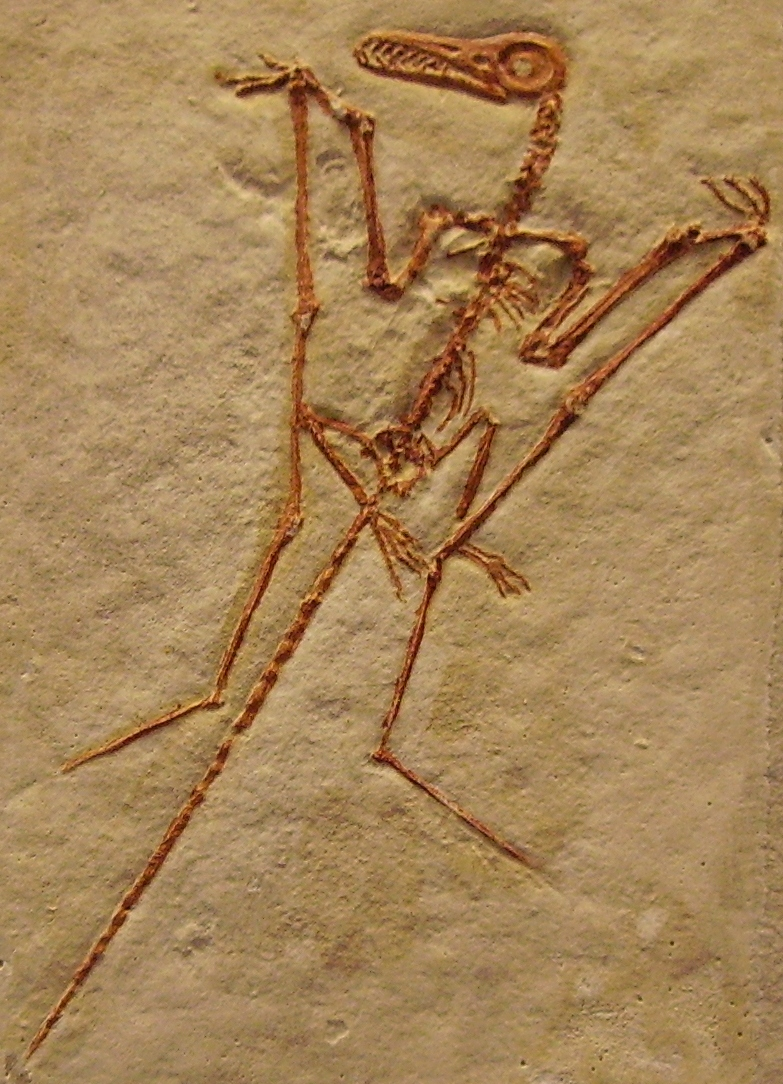
Bij het "longicaudus"-type zou het in feite om de jongen gaan. De schedel van dit exemplaar is niet echt

Het grote aantal fossielen maakt het mogelijk te volgen hoe een individuele Rhamphorhynchus zich tijdens zijn leven ontwikkelde. Broedplaatsen en eieren zijn er niet van de soort gevonden; alle resten komen uit mariene sedimenten die op een aanzienlijke afstand, enkele tientallen kilometers, van het land moeten zijn afgezet. Toch zijn er erg jonge individuen aangetroffen. De kleinste schedels die we kennen, zijn zo'n drie centimeter lang en deze dieren, met een vleugelspanwijdte van slechts negenentwintig centimeter, moeten dus zo'n tweehonderdvijftig keer lichter geweest zijn dan het grootste bekende exemplaar. Dit is een sterke aanwijzing dat de jongen al snel na het verlaten van het ei het luchtruim kozen en het is de vraag of er een intensieve broedzorg was. Volgens Bennett zouden bij een geringe verzorging door de ouders de legsels kleiner en de eieren groter zijn om het jong zo rijp mogelijk uit het ei te laten komen. De vondst van de eerste pterosauriëreieren in 2004 toonde aan dat die inderdaad een aanzienlijke omvang hadden en daarbij een leerachtige schaal die een bedekking met plantenmateriaal nodig maakte om uitdroging te voorkomen; dit maakt althans het broeden op zich overbodig. In 2020 stelde een studie dat tijdens de groei de proporties niet veranderden, wat erop zou wijzen dat de jongen al snel na het uitkomen konden vliegen.
In de tijd voor de studie van Bennett werd meestal aangenomen dat het om verschillende soorten ging. R. longicaudus was de kleinste, R. intermedius, zoals de soortaanduiding al aangeeft, een tussenmaat met schedellengten van vijftig tot vijfenzestig millimeter. Dan kwamen er twee vormen die elkaar in grootte overlapten; R. muensteri en R. gemmingi met schedellengten van vierenzeventig tot honderdvijfenzestig millimeter. De grootste was R. longiceps, de 'langkaak'. Dat R. muensteri en R. gemmingi ondanks de overeenkomende omvang gescheiden werden kwam doordat er twee iets in bouw verschillende typen onderscheiden konden worden: R. muensteri had een grotere kop met meer omhoog gebogen kaken en langere benen.

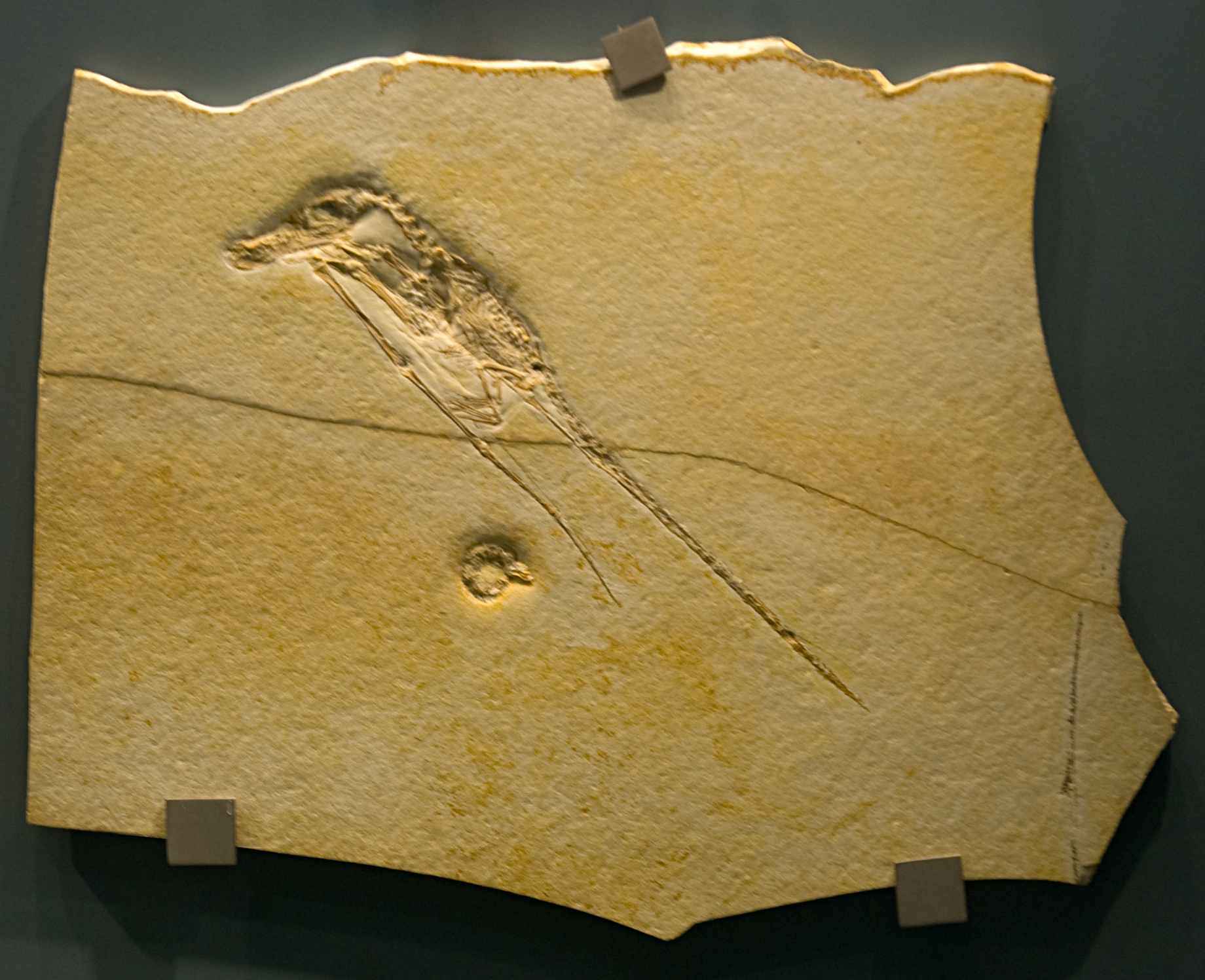
Een fossiel van het "intermedius"-type. Dit exemplaar heeft een halfverteerde vis nog in de buikholte

Bennett baseerde zijn conclusie dat dit allen slechts groeistadia waren op een ander voordeel dat een rijkdom aan specimina biedt: het is mogelijk die aan een statistische analyse te onderwerpen. Bennett gebruikte daarvoor de data van Wellnhofer die alle fossielen nauwkeurig opgemeten had maar nooit verder kwantitatief onderzocht. Het resultaat van het onderzoek was dat er in de populatie duidelijk twee grootteklassen aanwezig waren. Een grafiek van de omvang van de exemplaren, onder andere gemeten aan hun schedellengte, liet een bimodale verdeling zien, dus een met twee pieken. De laagste piek had een modus bij een schedellengte van dertig tot veertig millimeter. Bij de hogere piek lag de modus op negen tot tien centimeter schedellengte. Daarna bekeek Bennett de relatieve leeftijd, die vastgesteld kon worden aan de mate van vergroeiing van de beenderen. Het bleek dat de klasse van kleine exemplaren geheel uit onvolwassen dieren bestond. Bij de klasse van grotere exemplaren echter wees het aaneengroeien van de botten erop dat die gevuld werd door jongvolwassenen. Bennett stelde hierop dat de vijf zogenaamde aparte soorten in feite een ontogenetische reeks vormden, slechts de rijpingsfasen van het groeiende dier vertegenwoordigden. Het zou dus om slechts één soort gaan, Rhamphorhynchus muensteri. De lage piek was het resultaat van de golf aan jonge dieren die ieder seizoen het ei verliet. De meeste daarvan werden echter niet oud, zodat er weinig exemplaren te vinden waren van het 'intermedius'-type. Maar degenen die het haalden zorgden voor de tweede piek, een ophoping van verschillende jaarklassen aan jongvolwassen geslachtsrijpe exemplaren die de grote massa van de boven zee jagende individuen uitmaakte.
Tijdens de groei veranderden de proporties. De schedel, kort en met grote oogkassen bij de jongen, werd later meer langgerekt maar bij grote exemplaren weer relatief korter en massiever; de onderkaak ontwikkelde een meer geprononceerde kromming. Het tandeloze gedeelte vooraan nam in relatieve lengte af, alsmede de tanden zelf. De vleugels werden eerst relatief langer, bij de grootste exemplaren weer iets korter. De slaapvensters namen in grootte toe en de vorm van het staartvaantje veranderde.

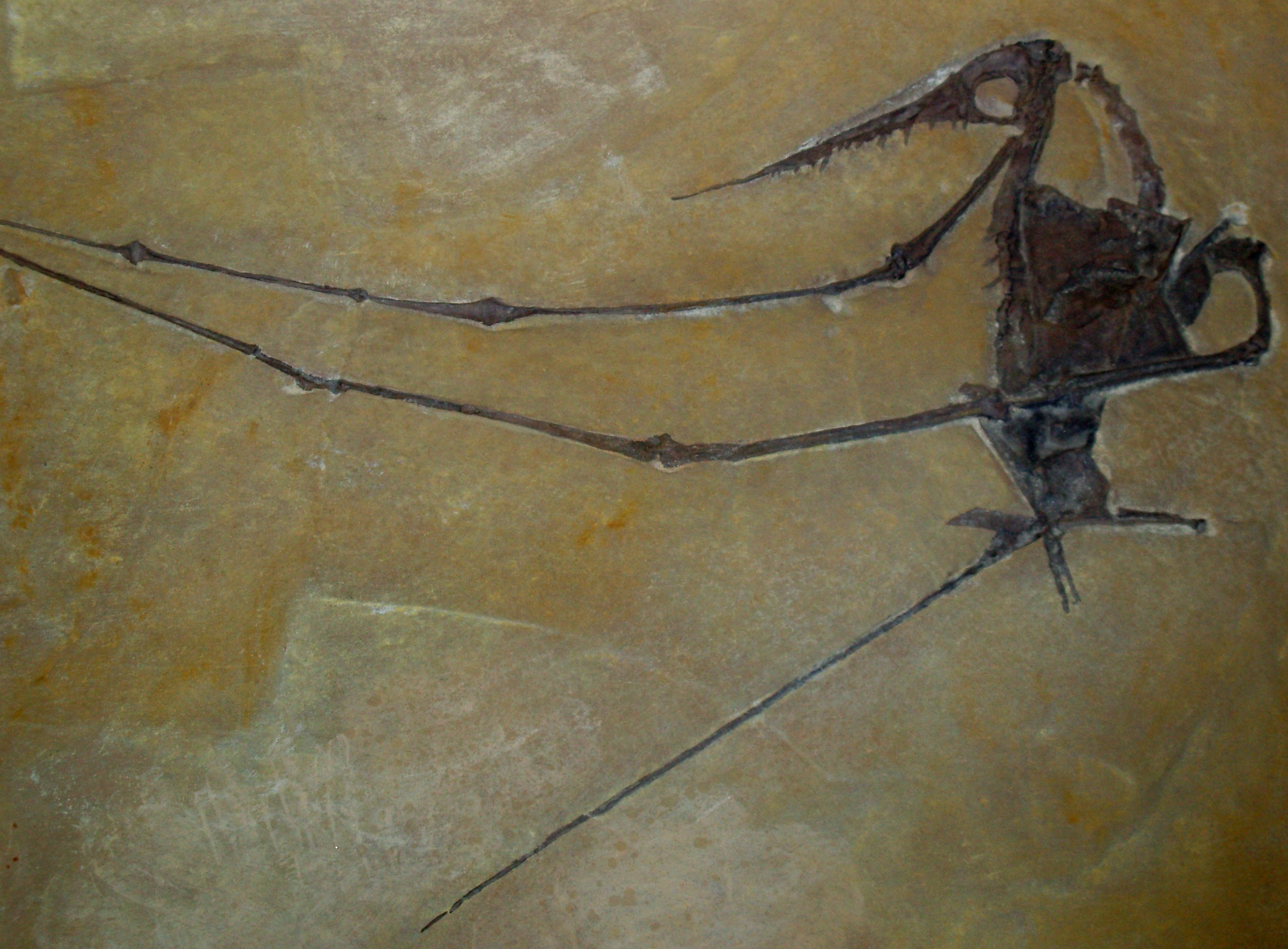
Exemplaren met lange koppen zouden volgens Koh Ting-Pong de vrouwtjes geweest zijn

In de eigenschappen die aanleiding waren geweest R. muensteri en R, gemmingi te onderscheiden echter, lijken de individuen in hun ontwikkeling te verschillen. Koh en Wellnhofer hadden al gesuggereerd dat het hier om een geval van seksuele dimorfie zou gaan. De dieren met een relatief langere schedel en ook vleugel toonden een vroegtijdige vergroeiing van de bekkendelen; dit zouden de vrouwtjes geweest zijn. Die zouden zich ook in aantal een op een met de mannetjes verhouden. Bennett kon verder geen statistische verbanden in grootte en bekkenvorm vaststellen en achtte onvoldoende gegevens aanwezig om op dit punt tot een gegronde conclusie te komen. Volgens hem konden althans de verschillen in de schedel verklaard worden door een rijpingsverschil bij de tandvervanging. Eerst moesten de relatief erg lange tanden vooraan wel schuin groeien omdat de kaak nog te ondiep was; iets oudere individuen zouden bij de volgende vervangingscyclus — de tanden werden constant door nieuwe vervangen maar dat gebeurde als er nog groei was min of meer in golven — een hogere snuit hebben ontwikkeld om relatief kortere tanden meer ruimte te bieden, zodat ze veel rechter konden staan, een aanpassing aan het vangen van grotere prooien. Daar stond tegenover dat uit zijn gegevens bleek dat in alle grootteklassen de twee groepen, kortschedeligen en langschedeligen, aanwijsbaar waren. De tandvervangingshypothese verklaart ook niet waarom juist de individuen met de langere kop eerder botvergroeiing in het bekken tonen.

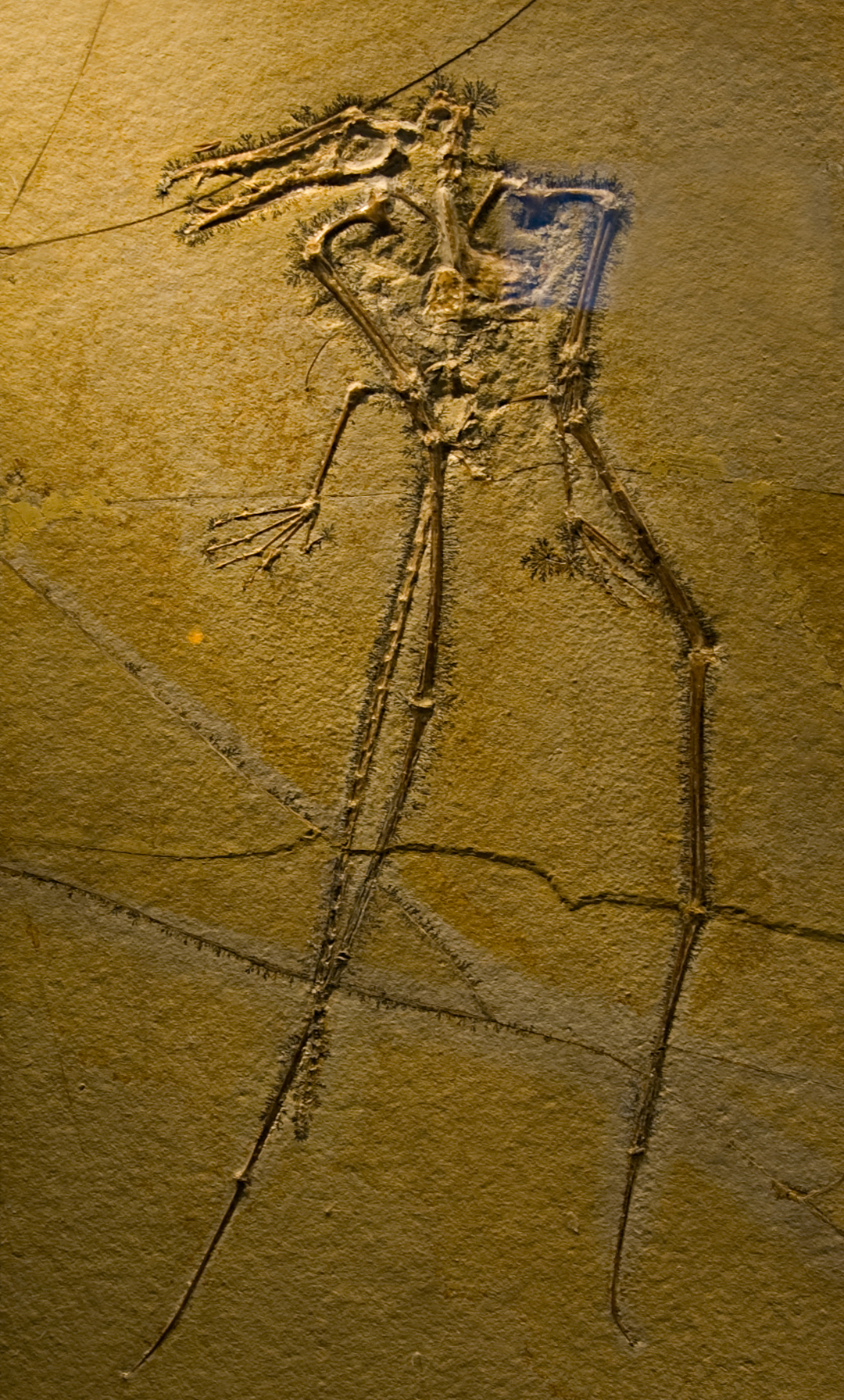
Een groot exemplaar van het "muensteri"-type

Door aan te nemen dat er ongeveer een jaar lag tussen het moment waarop de grootte van de eerste piek bereikt werd en de volwassen grootte, kon Bennett ook het groeitempo berekenen. Dat lag op 173% per jaar met als maat de opperarmlengte. Dit tempo ligt niet hoger dan bij een huidig koudbloedig reptiel als de alligator. Bennett concludeerde hieruit dat ook Rhamphorhynchus, althans in rusttoestand, een lage stofwisseling bezat. Pas nadat het door de zon opgewarmd was, kon het gaan vliegen. Tijdens de vlucht zorgde dan de spieractiviteit voor een constante warmte, die door de vacht werd vastgehouden. Anders dan huidige koudbloedigen zou het dier dus een hoog metabolisme tijdens de actieve fase van zijn dagindeling gehad hebben met een goede zuurstofvoorziening. Hierop duiden ook de luchtzakken, die Bennett nog onbekend waren; die pompen constant verse lucht in één richting door de stijve longen die een aparte in- en uitgang hebben.
Bennetts hypothese dat Rhamphorhynchus exotherm was, heeft weinig aanhang gevonden. David Unwin heeft de onderbouwing ervan ontoereikend geacht: weliswaar is het om snel te groeien noodzakelijk warmbloedig te zijn maar dat betekent niet dat iedere soort die wat langzamer groeit, koudbloedig is. De vergelijking met een alligator is daarbij onzuiver. Rhamphorhynchus bereikte kennelijk al in twee jaar de geslachtsrijpe leeftijd en een gemiddelde volwassen grootte; een alligator moet daarvoor nog vele jaren doorgroeien. Zonder broedzorg als bij de huidige vogels en zonder moedermelk als bij de zoogdieren kon die grootte onmogelijk binnen één seizoen bereikt worden, ook al was de soort warmbloedig.
Op één punt zijn Bennett en Unwin het met elkaar eens: Rhamphorhynchus kende geen ingebouwde groeistop. Ook als ze volwassen waren, bleven sommige exemplaren langzaam doorgroeien. Als een dier geluk had, kon het vele jaren leven en een uitzonderlijke grootte bereiken. Het zouden deze relatieve reuzen geweest zijn die later longiceps genoemd zouden worden, overigens geen bijster toepasselijke naam want hun kaken waren weliswaar in absolute zin groot maar relatief juist kort. Er zijn maar enkele exemplaren van deze omvang, zo'n achtmaal zwaarder dan de jongvolwassen vorm, bekend. Mocht Pterodactylus grandis inderdaad de resten van Rhamphorhynchus vertegenwoordigen dan zou zelfs een spanwijdte van ongeveer een tweeënhalve meter bereikt zijn, twintigmaal zwaarder dan de subadulten, waarvan het gewicht in 2008 door Mark Paul Witton bij een spanwijdte van negenentachtig centimeter op tweehonderdzestig gram werd geschat.
In 2012 werd het vraagstuk van de groei nog eens onderzocht door Edina Prondvai e.a. waarbij de botontwikkeling werd gemeten bij vijf in grootte opeenvolgende specimina: BSPG 1960 I 470a, BSPG 1877 X I, IPB 179, MTM V
2008.33.1. en BSPG 1929 I 69. Daarbij werd bevestigd dat het bij de kleine dieren inderdaad om jonge exemplaren gaat, niet om aparte soorten. Rhamphorhynchus bleek geen duidelijke ingeprogrammeerde groeistop te tonen en ook de groeisnelheden varieerden zodat individuen met een gelijke rijping sterk in grootte konden verschillen. Bennetts hypothese van een langzame groei werd echter weersproken: tot ze dertig tot vijftig procent van de volwassen vleugelspanwijdte bereikt hadden, groeiden jonge dieren juist heel snel, in een veel hoger tempo dan bij tegenwoordige koudbloedige reptielen. Dit zou erop wijzen dat toch broedzorg plaatsvond of dat de jongen zelf veel voedsel verwierven door in de bomen naar insecten te zoeken. Als ze sterk genoeg waren om te kunnen vliegen, gingen ze vissen op zee en vertraagde de groei aanzienlijk.
In 2024 concludeerde een studie dat tijdens de groei de verhoudingen van de ledematen ongeveer constant bleven, met weinig variatie tussen exemplaren. Kennelijk waren er optimale proporties voor de vliegfunctie waarvan niet te veel mocht worden afgeweken. De lengte van de staart was bij oude exemplaren echter meer variabel. Er werd op gewezen dat bij pterosauriërs de staartvin niet strikt noodzakelijk was voor de richtingsstabiliteit daar, anders dan bij vliegtuigen, de rotatie van de vleugelpunten het gieren kon controleren. Wellicht kon de staart zo mede een pronkfunctie of signaalfunctie verkrijgen.
In 2025 stelde een studie dat het al in de negentiende eeuw gevonden specimen NHMUK PV OR 37002 (eerder BMNH R 370002, Exemplar 82 van Wellnhofer) met een spanwijdte van 180 centimeter inderdaad het grootste bekende exemplaar was. Het onderscheidde zich door relatief kleinere oogkassen, vergrote onderste slaapvensters, een relatief kortere symfyse van de onderkaken, en overdwars afgeplatte tanden die zouden kunnen duiden op een overgang naar het aanvallen van grotere prooien.

## Fylogenie
Toen Rhamphorhynchus ontdekt werd, was nog zeer onduidelijk hoe de weinige bekende pterosauriërsoorten ingedeeld moesten worden. In 1870 schiep Harry Govier Seeley als eerste een begrip dat nu nog steeds gebruikt wordt, door Rhamphorhynchus een eigen familie te geven: de Rhamphorhynchidae. In 1928 verfijnde Franz Nopcsa dat verder tot de onderfamilie Rhamphorhynchinae.
Rhamphorhynchus is het bekendste lid van een onnatuurlijke groep die ook naar hem genoemd is: de Rhamphorhynchoidea ofwel 'primitieve pterosauriërs'. Dit begrip is echter erg misleidend. Deze zogenaamde rhamphorhynchoïden waren niet bijzonder aan elkaar verwant en verschilden onderling sterk in de mate van 'primitiviteit'. Het enige wat deze soorten echt met elkaar verbindt is dat ze geen Pterodactyloidea waren — maar ze verschillen weer in de mate van verwantschap met deze groep. Rhamphorhynchus zelf was een kennelijk uiterst succesvolle soort, die minstens een half miljoen jaar bestaan heeft, en dus goed aangepast aan zijn omgeving. Juist Rhamphorhynchus was erg nauw aan de Pterodactyloidea verwant. Tot de vondst van Darwinopterus misschien zelfs wel het meest van alle bekende pterosauriërs, want het is zeer omstreden of hij daarbinnen echt nauwe verwanten heeft. Unwin meent van wel en heeft in zijn fylogenie een dozijn soorten aan de Rhamphorhynchidae toegewezen. Maar kladistische analyses door Alexander Kellner lijken uit te wijzen dat Rhamphorhynchus een eenzame aftakking is van de lijn die naar de Pterodactyloidea leidt.

## Levenswijze

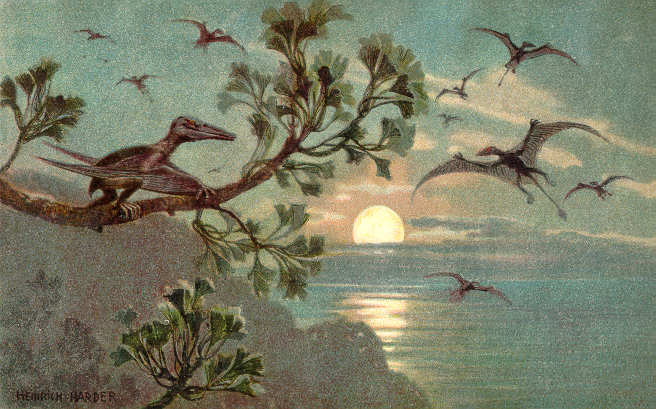
Een traditionele verbeelding van het leven van Rhamphorhynchus; op de Japanse notenboom (ginkgo) kijkt een Pterodactylus toe

Algemeen wordt aangenomen dat Rhamphorhynchus een viseter was. Dat is allereerst af te leiden uit de plaats waar hij gevonden is want die bestaat uit een oude zeebodem, althans die van een lagune. Weliswaar zijn er in de Solnhofener kalksteen ook dieren gevonden waarvan men niet meteen een leven als zeebewoner zou verwachten, zoals Compsognathus en Archaeopteryx, maar dat zijn daar veel zeldzamer soorten, waarvan kennelijk enkele exemplaren bij toeval in zee terechtkwamen. Rhamphorhynchus is de meest gevonden pterosauriër in de formatie. Er is echter ook veel directer bewijs in de vorm van twee exemplaren die de botten van verteerde vissen nog in de buikholte hebben. In 2015 werd een specimen gemeld, TMP 2008.41.001, met ernaast een coproliet waarin talrijke haakjes te zien waren, misschien van inktvistentakels of vissenschubben. In 2020 werd een iktvis gemeld met een tand van Rhamphorhynchus er nog in. Ook de tandvorm is een sterke aanwijzing: de lange vooruitstekende voorste tanden, vooral de eigenaardig geplaatste vierde, lijken geschikt te zijn om vissen op te spietsen, iets waarvoor misschien ook de spitse bek zelf gebruikt kon worden. Dat ze in elkaar kunnen grijpen, lijkt duidelijk de functie te hebben een glibberige prooi vast te houden. Die prooi hoeft overigens niet volledig uit vissen te hebben bestaan; ook inktvissen en allerlei andere ongewervelden waren gezien hun vele fossielen ruim aanwezig. De lagune was echter wel tamelijk warm, zonder opwellingen van koud voedselrijk water zodat er geen sprake was van erg rijke visgronden. Daarbij was er een duidelijke afwisseling van een nat en een droog seizoen wat een langdurige vermindering van het beschikbare voedsel kan hebben opgeleverd.
Hoe de prooi precies gevangen werd, is onzeker. Met zijn lange vleugels had Rhamphorhynchus een goed vermogen tot dynamisch zweven en zou zich vrij diep de oceaan op gewaagd kunnen hebben net als de huidige albatrossen. Zijn schoudergordel wijst echter op een krachtige musculatuur en hij lijkt zich niet zo sterk aan een zwevende levenswijze te hebben aangepast. Zijn rol was eerder die van kustbewoner zoals de huidige meeuwen. Hij was duidelijk een wendbare vlieger. De rankheid van de vleugels doet sterk denken aan de sternen en Rhamphorhynchus kan net als deze naar prooien gedoken hebben. De lichte bouw van het skelet was daarvoor geen beletsel. De botten waren weliswaar hol maar het daardoor uitgespaarde gewicht was gebruikt om de doorsnede ervan te laten toenemen. De pterosauriër had dus niet minder botmassa dan een andere gewervelde van dezelfde grootte; het bot was efficiënter verdeeld en het skelet dus relatief sterker. De dichtheid van het lichaam was naar schatting ook niet lager dan 0,9 kg/dm³. Bij het duiken zouden de grote voeten met zwemvliezen het dier verder hebben kunnen voortstuwen. Ook bij het zwemmen aan het wateroppervlak zouden die nuttig geweest zijn. Vermoedelijk had het dier geen moeite van het water op te stijgen; hij kon zich daartegen met de vleugels afzetten.
De tandeloze punten van de kaken hebben tot twee speciale verklaringen geïnspireerd. Volgens de eerste voedde Rhamphorhynchus zich op de wijze van de huidige schaarbekken, dus door de onderkaken in het water te laten hangen en met de punt ervan lange tijd het water te doorklieven totdat het dier tegen een prooi stiet. Experimenten met modellen hebben aangetoond dat dit, anders dan bij erg grote soorten pterosauriërs, energetisch gezien een werkbare methode zou zijn geweest: het zou uit voedsel meer energie hebben opgeleverd dan de extra weerstand gekost zou hebben. Aan de andere kant mist Rhamphorhynchus speciale aanpassingen aan zo'n levenswijze: onderkaakgewricht en nek zijn niet bijzonder versterkt.
De andere verklaring is dat de gebogen punten als een soort tang zouden hebben gewerkt die gebruikt werd om op slikken en schoren ongewervelden uit de modder te peuren. Rhamphorhynchus zou dan zijn voedsel meer op het land hebben vergaard, misschien ook op binnenwateren als meren en rivieren.

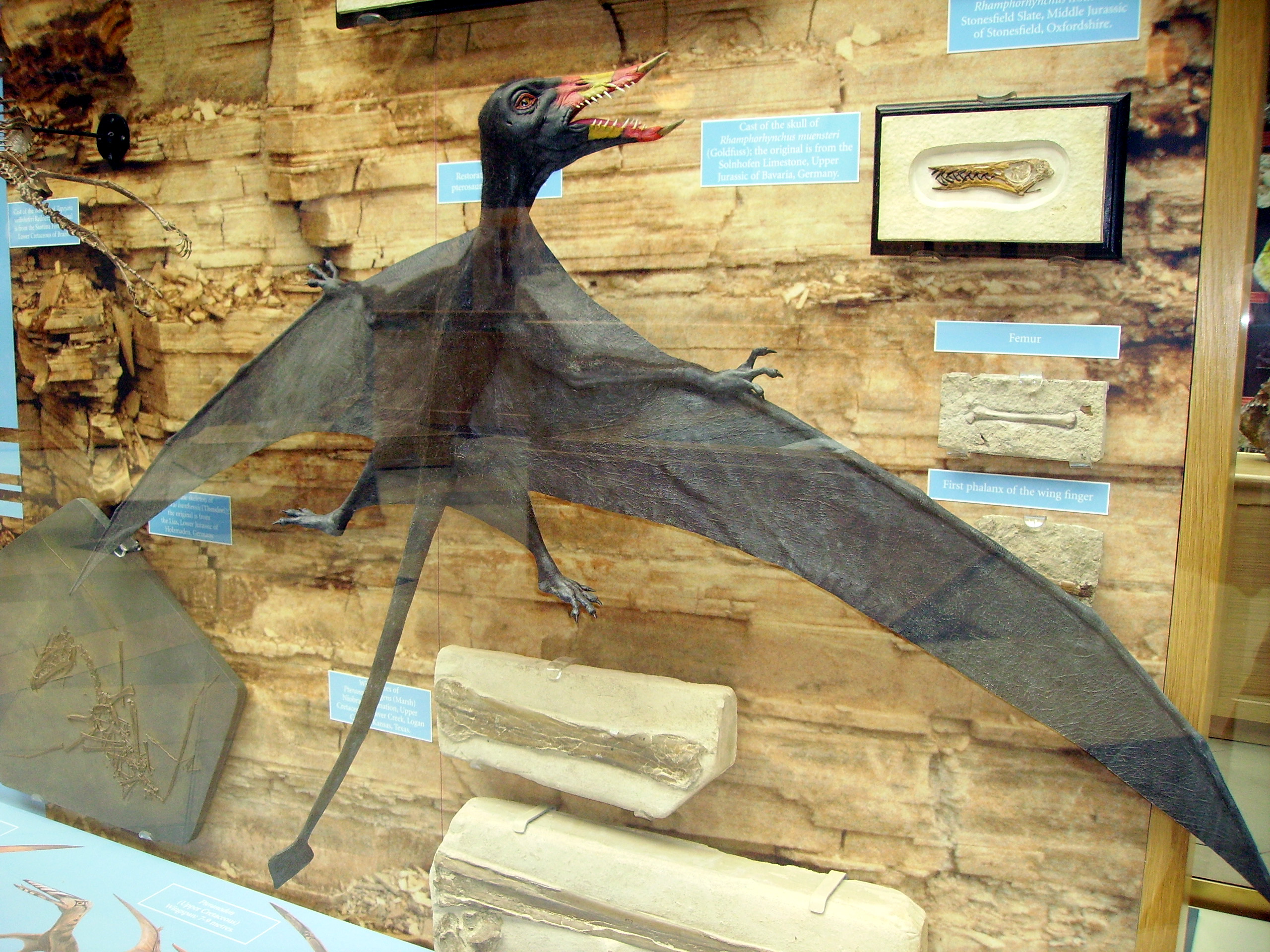
Anders dan vaak wordt aangenomen, kon Rhamphorhynchus slecht klimmen

In ieder geval had het dier het land hebben moeten opzoeken om zich voort te planten. Traditioneel is altijd aangenomen dat de voortbeweging op de grond zeer onbeholpen moet zijn geweest. Daarom dacht men wel dat het dier bij voorkeur op klippen klom of ondersteboven aan takken ging hangen. De relatief kleine klauwen van Rhamphorhynchus zijn daarvoor echter niet goed toegerust; hij was niet speciaal aan een klimmende voortbeweging aangepast. Computermodellering door Unwin heeft aangetoond dat de soort zoals al gedacht werd met het lichaam laag boven de grond liep maar dat zo een redelijke snelheid bereikt kon worden; de gang op vier poten was niet bijzonder traag. Bij het stappen werd op de middenhandsbeenderen en de voetzolen gesteund. Kevin Padian heeft zelfs aangenomen dat Rhamphorhynchus een tweevoeter en teenganger was die kon rennen, zich met de lange staart in evenwicht houdend. Volgens de meeste onderzoekers was dit echter uitgesloten doordat beperkingen in de beweegbaarheid van de gewrichten de voet niet voldoende toestonden naar boven te krommen. Rennen was ook niet nodig om op te stijgen: de gecombineerde afzet van benen en vooral de krachtige vleugels was ruimschoots voldoende om in één sprong het luchtruim te kiezen.
De houding van het lichaam is ook op een andere manier bevestigd: door middel van CAT-scans van fossielen werd de grootte, vorm en oriëntatie van de hersenen vastgesteld en vergeleken met die van de Pterodactyloidea. Aannemend dat de kop, anders dan bij die latere vormen, meer in het verlengde van de ruggengraat gehouden werd, kon vastgesteld worden dat de evenwichtsorganen horizontaal lagen als ook het hele lichaam op de grond een horizontale positie aannam, vlak boven de bodem. 

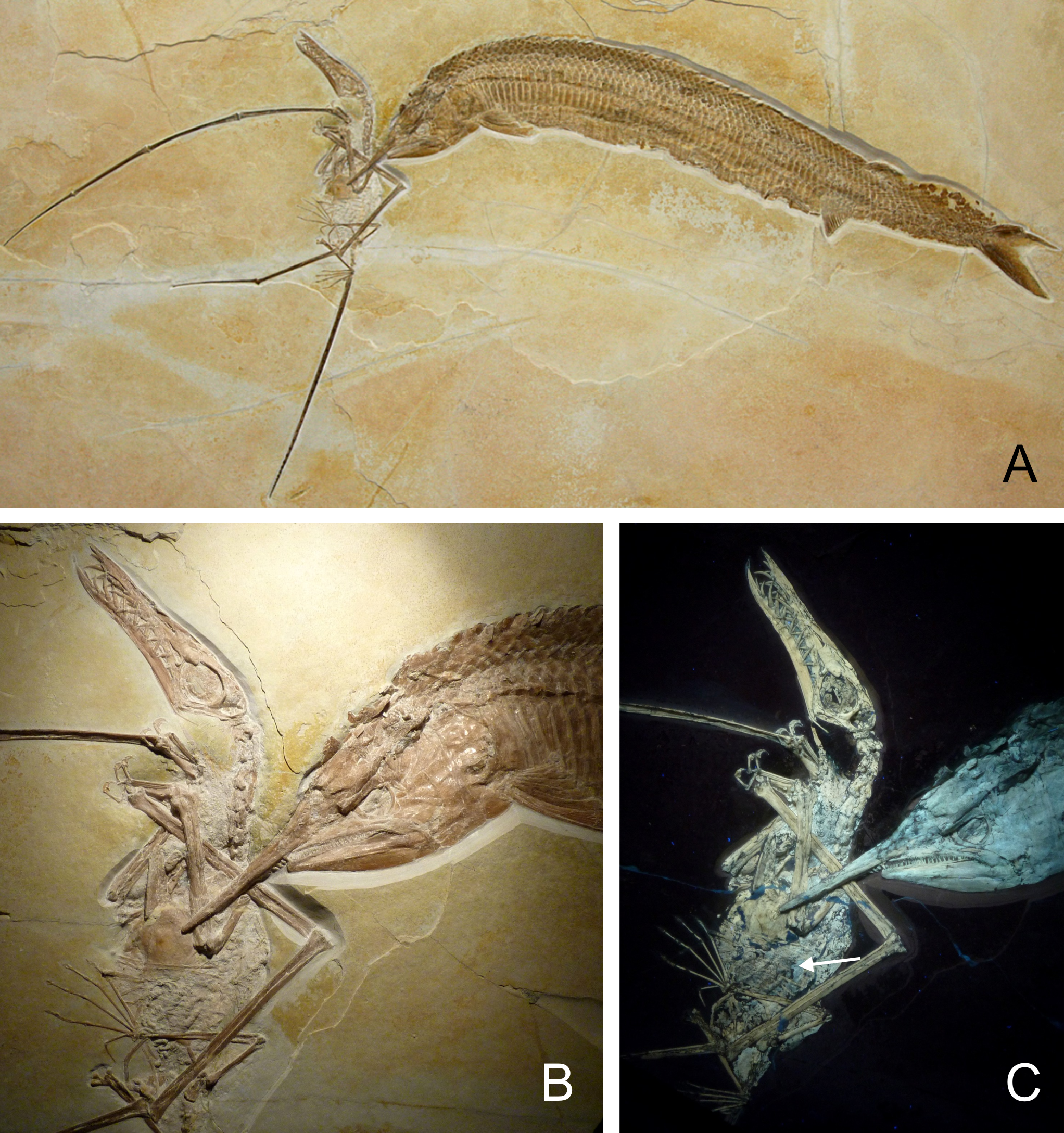
WDC CSG 255

Overigens bleken de brede maar vrij platte hersenen niet al te groot; met uitzondering van de flocculi, de kwabben die de vlucht controleren, niet heel veel omvangrijker dan die van een huidig koudbloedig reptiel en kleiner dan een vogel van dezelfde grootte. Ook de reuklobben waren heel klein. Onduidelijk is wat voor gevolgtrekkingen uit dit alles gemaakt mogen worden wat betreft de intelligentie en de complexiteit van het sociaal gedrag van de soort.
Hoewel Rhamphorhynchus typisch vissen at, kwam ook het omgekeerde voor: dat een vis een rhamphorhynchus ving. Volgens een studie van Eberhard Frey uit 2012 zijn er zelfs vier fossielen bewaard gebleven waarop de ganoïde Aspidorhynchus acutirostris met zijn pterosaurische prooi bewaard is gebleven. Eén ervan, specimen WDC CSG 255, zou de doodstrijd tussen roofdier en slachtoffer bewaard hebben. De vis zou het membraan van de linkervleugel van een voor hem te grote Rhamphorhynchus gegrepen hebben en in een mislukte poging daarvan los te komen de vleugel hebben gebroken waarna beide dieren afzonken in een zuurstofloze, anoxische, laag, stierven en gefossiliseerd werden. Overigens denkt Frey dat de pterosauriërs steeds bij vergissing gegrepen werden, vermoedelijk terwijl ze met hun snavel door het wateroppervlak schaarden, omdat de bek van Aspidorhynchus normaliter te nauw was om een hele Rhamphorhynchus door te slikken.
Het is niet bekend wanneer Rhamphorhynchus muensteri ontstond of wat zijn vooroudersoort was. Naast de Solnhofer kalksteen, de zogenaamde Malm ζ 2a (of "Malm zèta 2a") en Malm ζ 2b komt hij voor in de wat oudere Nusplinger kalksteen van Württemberg en in de latere Malm ζ 3. Samen omspannen die lagen een tijdsspanne van ruim een half miljoen jaar die vrij exact gedateerd is op een ouderdom van circa 150 miljoen jaar — dit is dus geen afgerond getal. Verder lopen de fossielhoudende lagen niet door en het is dus onbekend wanneer Rhamphorhynchus uitstierf of zich wellicht splitste in verschillende soorten. De omvang van zijn leefgebied is ook onzeker. De resten uit de Britse eilanden en het Iberisch Schiereiland doen vermoeden dat hij althans in Europa, toen een archipel van grotere en kleinere eilanden, wijdverbreid was, maar het kan ook om verwante soorten gaan.